# AP-1 (Spanje)
De autopista AP-1 of Autopista del Norte (Baskisch: Iparraldeko Autobidea) is een snelweg in Spanje die begint in de buurt van Burgos en eindigt in de buurt van Armiñón. Deze tolweg heeft een lengte van 87,35 km.
Er wordt een stuk van deze autopista aangelegd tussen Eibar en Vitoria-Gasteiz waarbij de Baskische bergen worden doorkruist. Daardoor gaat de weg daar een aantal tunnels en viaducten krijgen.

## Secties
| Benaming | Sectie                   | Lengte |
| -------- | ------------------------ | ------ |
| AP-1     | Burgos - Armiñón (AP-68) | 83 km  |
| AP-1     | Vitoria - * - Mondragón  | 30 km  |
| AP-1     | Mondragón - Éibar (AP-8) | 17 km  |